# Kaito Hayashida
Kaito Hayashida (林田 魁斗 Hayashida Kaito?, nacido el 29 de agosto de 2001 en Hyogo) es un futbolista japonés que juega como defensa.
En 2019, Hayashida se unió al Cerezo Osaka de la J1 League.

## Trayectoria

### Clubes
| Club         | País  | Año    |
| ------------ | ----- | ------ |
| Cerezo Osaka | Japón | 2019 - |

## Estadística de carrera

### J. League
| Club                | Año   | J. League | J. League | Copa J. League | Copa J. League | Total | Total |
| Club                | Año   | Part.     | Goles     | Part.          | Goles          | Part. | Goles |
| ------------------- | ----- | --------- | --------- | -------------- | -------------- | ----- | ----- |
| Cerezo Osaka        | 2019  | 0         | 0         | 0              | 0              | 0     | 0     |
| Cerezo Osaka sub-23 | 2019  | 23        | 0         | -              | -              | 23    | 0     |
| Total               | Total | 23        | 0         | 0              | 0              | 23    | 0     |